# Wolfgang Danspeckgruber
Wolfgang F. Danspeckgruber (Linz, Austria, 4 de febrero de 1956) es el director y fundador del Instituto Liechtenstein de autodeterminación en la Universidad de Princeton y es profesor en la Escuela Woodrow Wilson de asunto públicos e internacionales sobre los temas de estado, seguridad internacional , autodeterminación, diplomacia y crisis diplomáticas desde 1988.
También es fundador y presidente del Coloquio Liechtenstein sobre asuntos Europeos e internacionales, un foro privado sobre diplomacia.

## Educación
Danspeckgruber fue educado en la Universidad Johannes Kepler de Linz y en la Universidad de Viena, Austria, en la carrera de Derecho; y en el Instituto Universitario de Altos Estudios Internacionales de Génova, Suiza, donde obtuvo su doctorado y en la cual estudió bajo la supervisión de Curt Gasteyger, trabajando cercanamente con  Dusan Sidjanski en la Universidad de Génova.
Después de su servicio militar en Austria, donde llegó al rango de «primer teniente de reserva», sirvió como asistente especial para el comandante de la Academia de Defensa Nacional austríaca. Danspeckgruber fue un escolar visitante en la Escuela de Derecho y Diplomacia Fletcher y tuvo una fraternidad de investigación en el Centro Belter de Ciencia y Asuntos Internacionales en la Escuela de Gobierno John F. Kennedy de la Universidad de Harvard —miembro de la fraternidad Erwin Schoedinger— y en el Centro de Estudios Internacionales de la Universidad de Princeton, donde trabajó de cerca con Robert Gilpin.

## Carrera
Wolfgang Danspeckgruber fue instrumento en la creación del Instituto Liechtenstein de autodeterminación de la Universidad de Princeton, ILAD, en el 2000, que ha sido apoyado por el príncipe Juan Adán II de Liechtenstein. Tiene interés en la autodeterminación, la seguridad del Medio Oriente, Cáucaso, Afganistán, y Asia Central; en la teoría y práctica de la diplomacia internacional; diplomacia privada y de crisis, y negociaciones, la Corte Penal Internacional, CPI; así como la relación entre la religión y la diplomacia. En 2007 Danspeckgruber creó el programa de religión, diplomacia,y relaciones internacionales PRDRI, junto a Paul Raushenbush.
Durante la membresía de Austria en el Consejo de Seguridad de las Naciones Unidas (2008–10), Danspeckgruber sirvió como consejero para la Misión permanente en Nueva York. También ha aconsejado la misión permanente de Liechtenstein a las Naciones Unidas en Nueva York y ha trabajado con el embajador Christian Wenaweser. En 2006, durante la presidencia austriaca de la Unión Europea, fue consejero académico de la Misión Permanente de Austria a las Naciones Unidas en Nueva York.<https://web.archive.org/web/20150118212449/http://dailyprincetonian.com/news/2006/11/professor-honored-by-austrian-government/>
De 1992 a 1999, Danspeckgruber estuvo involucrado en la diplomacia privada en  Europasuroriental y ha trabajado en el equipo Ahtisaari y con el estado de representante de la ONU en el estatus de Kosovo.Recientemente, Danspeckgruber ha estado estudiando Siria y buscando maneras de establecer paz y estabilidad en esa región.Ha enfatizado la necesidad de una negociación final de la Guerra Civil Siria para detener el conflicto y la radicalización, para proteger mujeres y niños, y respetar todas las creencias y religiones. Así declaró en el encuentro de expertos en Siria llevado a cabo en la Santa Sede   <http://www.zenit.org/en/articles/statement-on-vatican-meeting-of-experts-on-syria>

## Intereses
Danspeckgruber está interesado en el estudio de las relaciones internacionales y la autodeterminación, la conducta de la diplomacia, mediación, reconciliación, y el manejo de crisis internacionales – así como el rol de la percepción, la tecnología, la religión y los valores.  Trabaja para educar a la próxima generación de líderes en estas dimensiones.<http://www.princeton.edu/main/news/archive/S11/59/08O20/index.xml>  <http://dailyprincetonian.com>.
Danspeckgruber co-enseñó seminarios de grado y de pregrado sobre la Unión Europea y relaciones internacionales con José Manuel Barroso; crisis diplomáticas con Joschka Fischer, y con  Robert Finn; y sobre diplomacia y Afganistán con Francesc Vendrell en la escuela Woodrow Wilson de asuntos públicos e internacionales . Danspeckgruber también ha enseñado sobre relaciones internacionales y crisis diplomáticas en el Foro Europeo de Alpach, Austria<http://www.alpbach.org/en/person/wolfgang-danspeckgruber>.
Discutiendo las variables de crisis de autodeterminación actuales, Danspeckgruber argumenta que“[E]xiste un creciente sentido de que la autodeterminación y la autonomía no necesariamente implican la ruptura de Estados soberanos. En cambio, hay un creciente deseo de la institución del autogobierno - la maximización de la autonomía - y el aumento de la descentralización.” "La primavera Árabe, y muchas de las otras crisis interestado que encaramos hoy en día demuestran el significado crítico de “determinar el propio destino.", Danspeckgruber in Joerg Fisch, The world divided. Self-Determination and the Right of Peoples to Self-Determination, Oldenbourg, 2011.

## Publicaciones
Las publicaciones de Dansperckgruber incluyen “Autodeterminación de los pueblos: Comunidad, Nación y Estado en un mundo independiente” y “trabajando por paz y prosperidad en Afganistán”,[Publicaciones Lynne Reinner]; “Globalización-Reflexiones sobre su impacto y dicotdicotomías”en Carl Baudenbacher, Erhard Busek, eds., “Aspekte der Globalisierung” 2008; “Autogobierno e integración regional: una posible solución a los reclamos de autodeterminación” en Stefan Wolff y Marc Weller, eds. “Autonomía, autogobierno y resolución de conflictos”, 2005 y “Área Económica Europea|AEE]], los neutrales, y una arquitectura emergente” en Gregory F. Treverton, ed. “ La forma de una nueva Europa,”  1992.
Es editor del “LISD Summary Report” (“Reporte Sumario del LISD, Instituto Liechtenstein de autodeterminación, en sus siglas en inglés), el “LISD policy brief” (Resumen político del LISD), y el “LISD Study Series” <http://lisd.princeton.edu/publications>; and the "Encyclopedia Princetoniensis: The Princeton Encyclopedia of Self-Determination."  <http://lisd.princeton.edu/projects/encyclopedia-princetoniensis-princeton-encyclopedia-self-determination-pesd>

## Libros
- Danspeckgruber, Wolfgang F., ed., "Robert Gilpin and International Relations: Reflections", Lynne Rienner Publishers, 2012.
- Danspeckgruber, Wolfgang F., ed., "Working Toward Peace and Prosperity in Afghanistan", Lynne Rienner Publishers, 2011.
- Danspeckgruber, Wolfgang F., Stefan Barriga y Christian Wenaweser, eds. "The Princeton Process on the Crime of Aggression: Materials of the Special Working Group on the Crime of Aggression, 2003-2009", Lynne Rienner Publishers, 2009.
- Danspeckgruber, Wolfgang F., con Robert Finn, eds. "Building State and Security in Afghanistan", con contribuciones del presidente Hamid Karzai y del príncipe Juan Adán II de Liechtenstein, Princeton: Liechtenstein Institute on Self-Determination at Princeton University, Woodrow Wilson School of Public and International Affairs, 2007.
- Danspeckgruber, Wolfgang F., ed. "Perspectives on the Russian State in Transition". Princeton: Liechtenstein Institute on Self-Determination at Princeton University, Woodrow Wilson School of Public and International Affairs, 2006.
- Danspeckgruber, Wolfgang F., ed. "The Self-Determination of Peoples: Community, Nation, and State in an Interdependent World", Boulder, Colorado: Lynne Rienner Publishers, 2002.
- Danspeckgruber, Wolfgang F., con Arthur Watts, eds. "Self-Determination and Self-Administration: A Sourcebook", Prefacio por Juan Adán II de Liechtenstein, Boulder: Lynne Rienner Publishers, 1997.
- Danspeckgruber, Wolfgang F., con Charles R.H. Tripp, eds. "The Iraqi Aggression against Kuwait: Strategic Lessons and Implications for Europe". Boulder, Colorado: Westview Press, 1996.
- Danspeckgruber, Wolfgang F., ed. "Emerging Dimensions of European Security Policy". Boulder: Westview Press, 1991.